# 七夜待
『七夜待』（ななよまち）は、2008年の日本映画である。監督は河瀨直美。

## 概要
日本女性・彩子が、タイ王国のとある村で7夜をすごす。古式マッサージに触れ、癒やされながら新しい自分に出会う物語。当初はラブコメディで『世界中が私を好きだったらいいのに』を撮る筈だったが、内容も大幅に変更され、全くコメディでない内容になった。

## スタッフ
- 監督:河瀨直美
- プロデュース:長澤佳也
- 脚本:狗飼恭子、河瀨直美
  - キャストに台詞の入った脚本の代わりに場面の概略を示すメモなどを渡して、キャスト自身の言葉を台詞とする方法で撮影されている。
- 撮影総監督:キャロリーヌ・シャンプティエ

## キャスト
- 彩子:長谷川京子
- グレッグ:グレゴワール・コラン
- マービン:キッティポット・マンカン
- アマリ:轟ネーッサイ
- トイ:轟ヨウヘイ

## 参考資料
『七夜待』パンフレット 2008年11月1日 ファントム・フィルム 発行